# 선샤인 온 리스
《선샤인 온 리스》(영어: Sunshine on Leith)는 2013년 공개된 영국의 뮤지컬 코미디 영화이다.

## 출연

### 주연
- 피터 뮬란
- 안토니아 토마스
- 프레야 메이버
- 조지 맥케이
- 케빈 구스리

### 조연
- 폴 브래니건
- 제이슨 플레밍
- 제인 호록스
- 일레인 M. 엘리스
- 로버트 예이츠
- 사라 비커스
- 다니엘라 나르디니
- 엠마 하틀리-밀러
- 마이클 킷
- 게일 텔퍼 스티븐
- 폴 맥콜
- 닉 파
- 그레고르 길레스피
- 폴 엘라드
- 앨런 커스버트

## 기타
- 프로듀서: 앤드류 맥도널드
- 프로듀서: 아라벨라 페이지 크로프트
- 프로듀서: 키에란 파커
- 프로듀서: 앨론 레이치
- 조감독: 조나단 파머
- 사운드슈퍼바이저: 글렌 프리맨틀
- 미술: 마이크 건
- 의상: 해리엇 에드몬드
- 의상: 안나 로빈스
- 배역: 카린 크로포드
- 배역: 니나 골드
- 프로덕션매니저: 클레어 캠벨